# آگان
آگان (به لاتین: Agan) یک رود در روسیه است که در ناحیه خودگردان خانتی-مانسی واقع شده‌است.